# Gerrardina
Gerrardina Oliv. è un genere di piante angiosperme dell'ordine Huerteales, unico genere della famiglia Gerrardinaceae M.H.Alford.

## Distribuzione e habitat
Il genere è diffuso in Tanzania, Malawi, Mozambico, Zimbabwe, Swaziland e Sudafrica.

## Tassonomia
Il Sistema Cronquist (1981) assegnava il genere Gerrardina alla famiglia Flacourtiaceae, raggruppamento non riconosciuto dalla moderna classificazione filogenetica in quanto dimostratosi polifiletico. Analisi condotte sul DNA non hanno evidenziato chiare relazioni con le famiglie di piante note, e pertanto nel 2006 il genere è stato segregato in una famiglia a sé stante, Gerrardinaceae, di incerta collocazione tassonomica a livello di ordine. Studi successivi hanno consentito di inquadrare la famiglia nell'ordine Huerteales.
Il genere comprende le seguenti specie:
- Gerrardina eylesiana Milne-Redh.
- Gerrardina foliosa Oliv.